# 拜巴噶斯
拜巴噶斯（1550年？—1640年？) ，卫拉特蒙古和硕特部首领。哈尼诺颜洪果尔的长子（一说次子）。固始汗的哥哥。
16世纪末17世纪初继承父亲为卫拉特丘尔干（盟会）盟主，托忒文文献中称他为执卫拉特马缰的人。他拥有1万6千人的卫队。1587年，率卫拉特联军击败喀尔喀蒙古乌巴什洪台吉的进犯。1570-1610年代，拜巴噶斯多次参加卫拉特与喀尔喀的战争，卫拉特人一度被喀尔喀阿拉坦汗所征服。他不但自己虔信藏传佛教，1615年，在他的倡导下其弟楚琥尔、昆都伦乌巴什、杜尔伯特部首领达赖泰什、准噶尔首领哈喇忽剌、土尔扈特首领和鄂尔勒克、罗布藏等卫拉特首领各自奉献一人出家当陀音。他当时无子，以咱雅班第达为义子奉献，当了陀音。其子鄂齐尔图汗、阿巴赖。